# Llista de marques registrades de Nintendo
Aquest article és una llista de marques registrades per Nintendo.

## 0-9
- 1080° Avalanche
- 1080° Snowboarding

## A
- Admiral Bobbery
- Advance Wars
- Advance Wars 2: Black Hole Rising
- Advance Wars: Dual Strike
- Andross
- Animal Crossing (GameCube)
- Animal Crossing (Wii)
- Animal Crossing: Wild World
- Animal Crossing-e Cards
- Animal Forest
- Arwing

## B
- Bandits
- Baby Bowser
- Balloon Fight
- Balloon Fight-e
- Banjo-Kazooie
- Baten Kaitos Origins
- Battalion Wars
- Big Brain Academy
- Bionic Commando
- Birdo
- Blast Corps
- Bob-omb
- Bomberman 64
- Bomberman Hero
- Boos
- Boom Boom
- Bowletta
- Bowser, Jr.
- Brain Age: Train Your Brain in Minutes a Day!
- BS F-Zero series
- Bugs Bunny Crazy Castle 3
- Bullet Bill
- Bumpty
- Buzzy Beetle

## C
- Cackletta
- Camp Hyrule
- Candy Kong
- Captain Falcon
- Captain N: The Game Master
- Captain Olimar
- Chibi-Robo
- Chibi-Robo: Park Patrol
- Children of Mana
- Chomp (Mario)
- Chunky Kong
- Classic NES Series: Bomberman[1]
- Classic NES Series: Castlevania[2]
- Classic NES Series: Dr. Mario[3]
- Classic NES Series: Excitebike[4]
- Classic NES Series: Ice Climber[5]
- Classic NES Series: Metroid[6]
- Classic NES Series: Pac-Man[7]
- Classic NES Series: Super Mario Bros.[8]
- Classic NES Series: The Legend of Zelda[9]
- Classic NES Series: Xevious[10]
- Classic NES Series: Zelda II: The Adventure of Link[11]
- Clu Clu Land-e[12]
- Clubhouse Games
- Club Nintendo
- Color TV Game
- Corneria
- Cranky Kong
- Crazee Dayzee
- Cruis'n USA
- Crystalis
- Custom Robo
- Custom Robo Arena
- Custom Robo GX (anunciat)[13]

## D
- Dance Dance Revolution: Mario Mix
- Dark Samus
- Diddy Kong
- Diddy Kong Racing
- Diddy Kong Racing DS (anunciat)[14]
- Disney's Beauty and the Beast: A Board Game Adventure[15]
- Disney's Magical Mirror Starring Mickey Mouse
- Disney's Magical Quest Starring Mickey and Minnie
- Dixie Kong
- * DK King of Swing DS (anunciat)[16]
- Donkey Kong
- Donkey Kong-e[17]
- Donkey Kong 3
- Donkey Kong 3-e[18]
- Donkey Kong 64
- Donkey Kong Country
- Donkey Kong Country 2[19]
- Donkey Kong Country 2: Diddy's Kong Quest
- Donkey Kong Country 3
- Donkey Kong Country 3: Dixie Kong's Double Trouble
- Donkey Kong Jr.[20]
- Donkey Kong Jr.-e[21]
- Donkey Kong Jungle Beat
- Donkey Kong Junior
- Donkey Kong Land
- Donkey Kong Land 2
- Donkey Kong Land III
- Donkey Konga
- Donkey Konga 2
- Don Pianta
- Doopliss
- Dr. Mario
- Dr. Mario / Puzzle League[22]
- Dr. Mario 64
- Dr. Robert Stewart
- Dr. Wario
- Drill Dozer
- Dry Bones (Mario)
- DS Air
- Dynasty Warriors Advance

## E
- Earthbound
- Eddie the Mean Old Yeti
- E. Gadd
- Elder Princess Shroob
- Electroplankton
- Elite Beat Agents
- Eternal Darkness: Sanity's Requiem
- Excite Truck
- Excitebike 64
- Excitebike-e[23]

## F
- Falco Lombardi
- Famicom
- Fawful
- Fire Emblem
- Fire Emblem: Path of Radiance
- Fire Emblem: The Sacred Stones
- Flurrie
- Fox McCloud
- Funky Kong
- F-Zero
- F-Zero AX
- F-Zero Climax
- F-Zero: GP Legend (videojoc)
- F-Zero GX
- F-Zero: Maximum Velocity
- F-Zero X
- F-Zero X Expansion Kit

## G
- Game Boy
- Game Boy Advance
- Game Boy Color
- Gamecube
- Game & Watch
- Game & Watch Gallery 2
- Game & Watch Gallery 3
- Game & Watch Gallery 4
- Geist
- General Pepper
- General Scales, personatge de Star Fox
- Geno
- Giga Bowser
- Golden Sun
- Golden Sun: The Lost Age
- GoldenEye 007
- Golf-e[24]
- Goombella
- Gooper Blooper
- Great Fox
- Gyromite

## H
- Hammer Brothers
- Hamtaro: Ham-Ham Games[25]
- Hamtaro: Ham-Hams Unite!
- Hey You, Pikachu!
- Hotel Dusk: Room 215

## I
- Ice Climber-e[26]
- Ice Hockey[27]
- Illusion of Gaia
- Ing (Metroid)
- iQue

## J
- Jet Force Gemini

## K
- Kamek
- Kammy Koopa
- Kaptain Skurvy
- Kiddy Kong
- Killer Instinct
- King Boo
- King Bowser
- Klaptrap
- Klubba
- Klump
- Koopa
- Koopa Bros.
- Koopa Kid
- Koopa Troopa
- Koops, personatge de Paper Mario: The Thousand-Year Door
- Kraid
- Kremlings
- Kritter
- Krusha
- K. Rool

## L
- Lakitu
- Lanky Kong
- Link
- Lord Crump
- Luigi
- Luigi's Mansion

## M
- Mallow (Super Mario RPG)
- Mario
- Mario Bros.
- Mario Golf
- Mario Golf: Toadstool Tour
- Mario Hoops 3-on-3
- Mario Is Missing
- Mario Kart 64
- Mario Kart Arcade GP
- Mario Kart Arcade GP 2
- Mario Kart: Double Dash!!
- Mario Kart DS
- Mario Kart Super Circuit
- Mario & Luigi: Partners in Time
- Mario & Luigi: Superstar Saga
- Mario Party
- Mario Party 2
- Mario Party 3
- Mario Party 4
- Mario Party 5
- Mario Party 6
- Mario Party 7
- Mario Party 8
- Mario Party Advance
- Mario Power Tennis
- Mario Strikers Charged
- Mario Superstar Baseball
- Mario Tennis
- Master Sword
- Metroids
- Metroid Prime
- Metroid Prime (creature)
- Mother Brain (Metroid)
- Mouser
- Mr. Game & Watch
- Ms. Mowz
- Multitap

## N
- New Super Mario Bros.
- NES
- NES Zapper
- Nintendo 64
- Nintendo Classic
- Nintendo DS
- Nintendo iQue
- Nintendo Player's Guide
- Nintendo Power
- Nintendo Power Awards
- Nintendo Puzzle Collection
- Nintendo Super System
- Nintendogs

## P
- Paper Mario
- Paper Mario: The Thousand-Year Door
- Peppy Hare
- Petey Piranha
- Pico (F-Zero Series)
- Pikmin
- Pikmin 2
- Piranha Plant
- Pit
- PlayChoice-10
- Pokémon
- Pokey
- Polly Roger
- Princess Peach
- Princess Shroob
- Princess Zelda
- Professor Frankly

## R
- Raphael Raven
- Rawk Hawk
- Ridley

## S
- Samurai Goroh
- Samus Aran
- Satellaview
- SA-X
- The Shadow Queen
- Shroob
- Shrowser
- Shy Guys
- Sir Grodus
- Slippy Toad
- Smithy (Mario)
- Smithy Gang
- Snapjaw
- SNES
- SNES Mouse
- Space Pirates (Metroid)
- Stanley the Bugman
- Star Fox a.k.a. Star Wing
- Star Fox 2
- Star Fox 64
- Star Fox Adventures
- Star Fox: Assault
- Star Fox Command
- Star Fox team
- Star Rod -- Paper Mario
- Star Wolf (Star Fox)
- Super Advantage a.k.a. SNES Advantage
- Super Famicom
- Super Game Boy
- Super Game Boy 2
- Super Mario 64
- Super Mario Bros.
- Super Mario Bros. 2
- Super Mario Bros. 3
- Super Mario Bros.: The Lost Levels
- Super Mario Galaxy
- Super Mario Kart
- Super Mario Land
- Super Mario Land 2
- Super Mario RPG: Legend of the Seven Stars
- Super Mario Strikers
- Super Mario Sunshine
- Super Mario World
- Super Mario World 2: Yoshi's Island
- Super Princess Peach
- Super Scope
- Super Smash Bros.
- Super Smash Bros. Melee
- Super Smash Bros. Brawl
- Swanky Kong

## T
- TEC-XX
- Tetris & Dr. Mario
- The Legend of Zelda: Ocarina of Time
- The Shadow Sirens
- Thwomp
- Tiny Kong
- Toad
- Toadette
- Toadsworth
- Touch Generations (EUA)
- Touch! Generations (JA & EU)
- Triforce
- Triforce (arcade system board)

## V
- Virtual Boy
- Vivian
- Vs. UniSystem/DualSystem

## W
- Wario
- Waluigi
- Wart
- Wii
- WiiCulture
- WiiPointer
- Wolf O'Donnell
- Wrinkly Kong

## X
- X-Nauts
- X Parasite (Metroid)
- Xenomorph (Metroid)

## Y
- Yoshi
- Yoshi (game)
- Yoshi's Cookie
- Yoshi's Island DS
- Yoshi's Safari
- Yoshi's Story
- Yoshi Topsy-Turvy
- Yoshi Touch & Go

## Z
- Zingers